# こじま (巡視船・2代)
「こじま」（JCG Kojima, PL-21）は、海上保安庁の巡視船。海上保安大学校の3代目の練習船として運用されていた。

## 来歴
海保大の練習船としては、1951年から1954年6月まで「栗橋」が用いられたのち、旧海軍海防艦型の1隻である「こじま」が用いられてきた。しかし老朽化に伴って、昭和38年度の概算要求で代船が盛り込まれた。これによって建造されたのが本船である。なお、さらに昭和39年度の国庫債務負担行為歳出分からも建造費が支出されて、計4億530万4000円の予算が計上された。

## 設計
船型としては長船首楼・中央機関室型が採用された。アメリカ西海岸への遠洋航海への使用が想定されたことから、居住区には全て空調が施されている。学生居住区の船尾側には、全員を収容できる学生食堂兼教室が配置された。またその他、船長公室、教官室、学生図書室が設けられていた。水線下形状は、主機関を連続最大出力の85パーセントで運転した状態で最適の船型となるようにされている。
主機関としては、スルザー社製7MD51ディーゼルエンジンを浦賀重工業（旧玉島ディゼル工業）社がライセンス生産して搭載した。機関の自動化・合理化のため機関室内に制御室を設けており、主機関の遠隔操縦装置、エンジンテレグラフや機関計器の自動監視装置、主機関のデータ自動記録装置、補機操縦の自動化および遠隔指示装置（一部）、電動補機の集中制御化（一部）、重油重力タンク油面の遠隔指示を実施した。一方、この機関制御室のほかにも、練習船としての性格から、実習のため機関室などには相当のスペースが求められたことから、1基・1軸推進船として妥協せざるをえなかった。このために、遠航中に機関不調で難儀したこともあったとされている。
兵装としては、新造時には3インチ単装緩射砲とボフォース 60口径40mm機関砲、70口径20mm単装機銃を搭載した。昭和52年度に3インチ砲は撤去され、新たに12.7mm単装機銃を装備している。